# 春日前駅
春日前駅（かすがまええき）は、かつて和歌山県海南市大野中にあった野上電気鉄道野上線の駅（廃駅）。

## 歴史
- 1916年（大正5年）2月4日：野上軽便鉄道（のちに野上電気鉄道）開通と同時に開業。
- 1961年（昭和36年）2月：北山駅、動木駅と共に請負制に変更。
- 1994年（平成6年）4月1日：野上線廃止に伴い廃止。

## 駅構造
片面ホーム1面1線を有する駅で、構内には便所があった。

## 駅周辺
- 春日神社 - 駅名の由来となった神社。
- 和歌山県立海南高等学校

廃線後、海南駅付近から沖野々駅までの線路跡はサイクリングロードとなり、春日前駅の駅舎やホーム跡は「春日前広場」という休憩場所となっている。

## 隣の駅
野上電気鉄道
野上線
日方駅（連絡口駅） - 春日前駅 - 幡川駅